# Ковель, Максим Павлович
Максим Павлович Ковель (бел. Максім Паўлавіч Ковель; род. 12 января 1999, Минск) — белорусский футболист, защитник казахстанского клуба «Жетысу».

## Карьера

### Начало карьеры
Воспитанник футбольной академии столичного «Минска». Первым тренером был Васильев Александр Михайлович. В 2015 году перешёл в структуру борисовского БАТЭ, где продолжил выступать на юношеском уровне. В 2017 году начал выступать за дублирующий состав борисовского клуба. В июне 2019 года впервые попал в заявку основной команды клуба на матч Кубка Беларуси, однако на поле так и не вышел. В июне 2019 года на правах арендного соглашения присоединился к речицкому «Спутнику». Дебютировал за клуб 20 июля 2019 года в матче против брестского «Руха», выйдя на замену на 81 минуте. По итогу сезона вместе с клубом завершил чемпионат на итоговом шестом месте, на протяжении которого выступал в роли одного из ключевых игроков. По окончании срока действия арендного соглашения покинул речицкий клуб.
В феврале 2020 года на правах арендного соглашения присоединился к дзержинскому «Арсеналу». Дебютировал за клуб 18 апреля 2020 года в матче против клуба «Ошмяны-БГУФК», выйдя на поле в стартовом составе и отличившись прямым удалением во втором тайме. Однако закрепиться в дзержинском клубе не вышло и футболист в сентябре 2020 года был отозван, в скором времени отправившись в «Смолевичи» также на правах аренды. Дебютировал за клуб 18 сентября 2020 года в матче против брестского «Руха», выйдя на поле в стартовом составе. По итогу сезона вместе с клубом завершил чемпионат на итоговом последнем месте, вылетев в Первую лигу. В смолевичском клубе смог стать одним из основных игроков, однако результативными действиями не отличился. По окончании срока действия арендного соглашения покинул клуб.

### «Ислочь»
В феврале 2021 года перешёл в «Ислочь», подписав двухлетний контракт. Дебютировал за клуб 6 марта 2021 года в четвертьфинальном матче Кубка Беларуси против «Минска», выйдя на замену на 80 минуте. Первые матчи за клуб начинал на скамейке запасных, однако в скором времени получил серьёзную травму мениска, выбыв из распоряжения клуба на длительный срок. По итогу сезона вместе с клубом также стал серебряным призёром Кубка Беларуси. В начале 2022 года приступил к подготовке к новому сезону с основной командой клуба. Первый матч в чемпионате сыграл 10 апреля 2022 года в матче против солигорского «Шахтёра», выйдя на замену на 92 минуте. Дебютным забитым голом за клуб отличился 6 августа 2022 года в матче против «Слуцка». По итогу сезона футболист вместе с клубом завершил чемпионат на итоговом пятом месте.
В январе 2023 года футболист подписал с клубом новый двухлетний контракт. Однако почти в самом начале сезона вновь выбыл из распоряжения клуба, получив травму, а вторую половину чемпионата провёл преимущественно на скамейке запасных. Новый сезон начал 9 марта 2024 года с ответного четвертьфинального матча Кубка Беларуси против «Витебска», выйдя на замену на 88 минуте. Первый матч в чемпионате сыграл 15 марта 2024 года против брестского «Динамо», выйдя на поле в стартовом составе. Вместе с клубом стал серебряным призёром Кубка Беларуси, где в финале 25 мая 2024 года уступили гродненскому «Неману». В июле 2024 года вместе с клубом отправился на квалификационные матчи Лиги конференций УЕФА, где по сумме матчей уступили сан-маринскому клубу «Ла Фиорита». По окончании сезона покинул клуб.

### «Жетысу»
В январе 2025 года отправился в распоряжение казахстанского клуба «Жетысу». В феврале 2025 года официально присоединился к клубу, с которым подписал контракт до конца сезона. Дебютировал за клуб 2 марта 2025 года в матче против клуба «Кызыл-Жар», выйдя на поле в стартовом составе. Дебютным забитым голом за клуб отличился 31 мая 2025 года в матче против клуба «Кайсар».